# Peter Doherty
Peter Charles Doherty (ur. 15 października 1940 koło Brisbane) – australijski immunolog oraz lekarz weterynarii. Laureat Nagrody Nobla w dziedzinie fizjologii i medycyny w 1996 roku.
Obronił doktorat na Uniwersytecie w Edynburgu (Szkocja) w 1970. Od 1982 był profesorem patologii i pediatrii John Curtin School of Medical Research w Canberze; kontynuował pracę naukową w Stanach Zjednoczonych, od 1988 roku jest związany z Saint Jude Children's Research Hospital w Memphis.
Wspólnie z Rolfem Zinkernagelem odkrył mechanizm rozpoznawania komórek zakażonych wirusami i komórek nowotworowych przez system odpornościowy organizmu. Za odkrycia dotyczące pośredniczenia komórki w obronie immunologicznej organizmu obu uczonych uhonorowano w 1996 roku Nagrodą Nobla. Doherty został także laureatem Nagrody Laskera w 1995 roku oraz otrzymał tytuł Australijczyka Roku 1997, przyznawany przez specjalny komitet państwowy.